# Grégoire de Cappadoce
Grégoire de Cappadoce fut évêque d'Alexandrie du 22 mars 339 à sa mort le 26 juin 345, élu par les ariens. 

## Carrière
Il fut nommé évêque d'Alexandrie par un concile arien réuni à Antioche pendant l'hiver 338/339 (probablement en janvier), alors que l'empereur Constance II résidait dans cette ville. Ce concile décréta la déposition d'Athanase, qui avait été rétabli à Alexandrie (23 novembre 337), après la mort de Constantin Ier, grâce à l'appui de son fils aîné Constantin II, qui régnait désormais en Occident. Les ariens (Eusèbe de Nicomédie à leur tête) avaient protesté car une décision conciliaire (celle du premier concile de Tyr) avait été ainsi bafouée. Ils avaient déjà installé à Alexandrie un évêque concurrent d'Athanase en la personne de Pistus, mais celui-ci ne semble pas s'être imposé. Grégoire de Cappadoce participa lui-même au concile d'Antioche qui le nomma (comme deuxième choix, après le refus d'Eusèbe d'Émèse) et dont il signa les décrets comme « évêque d'Alexandrie ». De sa vie antérieure, on sait seulement qu'il avait été étudiant à Alexandrie et était redevable à l'évêque Athanase.
Alexandrie était en proie au tumulte. Le dimanche 18 mars 339, une troupe tenta d'appréhender Athanase alors qu'il procédait à des baptêmes dans l'église Saint-Théonas, mais il parvint à s'enfuir le lendemain matin. Le 22 mars, Grégoire fit son entrée dans la ville comme évêque, escorté par une armée de cinq mille hommes. Athanase resta encore dans la ville pendant quatre semaines, officiant dans d'autres églises, puis il prit la fuite à destination de Rome (16 avril). Pendant les troubles violents qui accompagnèrent le changement d'évêque, l'église Saint-Denys fut incendiée.
Grégoire, comme les autres évêques imposés en Orient par les ariens, fut excommunié par la faction majoritaire (occidentale) du concile de Sardique (été 343), mais les ariens présents se retirèrent à Philippopolis, sur le territoire de Constance II, et y organisèrent un contre-concile qui excommunia le pape Jules Ier. Cependant l'empereur d'Occident Constant Ier, soutien du pape et d'Athanase, envoya au début 344 une ambassade à son frère, prenant fait et cause pour les décisions du concile et présentant leur non-respect comme un casus belli. Constance II vint à composition, et en août 344 publia une lettre officielle ordonnant la cessation des persécutions contre les partisans d'Athanase à Alexandrie. Grégoire, qui était malade depuis plusieurs années, mourut dix mois plus tard, le 26 juin 345. Dès le printemps 345, Grégoire étant mourant, Constance II avait fait des démarches auprès d'Athanase en vue de sa restauration, qui eut lieu le 21 octobre 346.
Socrate de Constantinople prétend que les ariens, déçus par Grégoire, le déposèrent et le remplacèrent par Georges de Cappadoce. Théodoret de Cyr affirme quant à lui que Grégoire, s'étant comporté avec une grande cruauté, mourut assassiné par la foule. En fait, il y a eu dès l'Antiquité une confusion faite entre Grégoire de Cappadoce et Georges de Cappadoce : deux ariens, de même origine, ayant été substitués à Athanase sur le siège épiscopal d'Alexandrie, mais à deux époques différentes (339-345 et 356-361) ; de plus, leurs noms se ressemblent (et sont même en latin de quasi-anagrammes : Gregorius et Georgius).